# Chiesa di Santa Croce (Vicenza)
La chiesa di Santa Croce è un edificio religioso di Vicenza ristrutturato in stile barocco su disegno di Francesco Muttoni nel 1752 sul luogo dove sorgeva una delle più antiche cappelle della città e attiguo all'edificio del vecchio convento. La chiesa è sede dal 2007 della comunità ortodossa moldava.

## Storia

### I crociferi
Esistono testimonianze che confermano come, verso la metà del XII secolo, piccoli gruppi di fratelli laici, alcuni dei quali sposati, vivevano iuxta disciplinam Cleti - forse quindi già legati a una qualche regola, tuttavia senza alcuna approvazione ecclesiastica; si tratta di atti di donazione di terreni in loro favore, sempre accompagnate dal preciso impegno di costruirvi un ospedale.
Il primo documento papale diretto ai crociferi e il più importante per conoscere le loro origini è il privilegio Quod calcatis, con il quale fra il 1160 e il 1170 papa Alessandro III concesse loro protezione apostolica, insieme con una regola articolata che venne trasmessa con lettera bollata.
Questo atto conferma ulteriormente che questi gruppi erano già diffusi e le loro case operanti nel territorio; il papa li prese sotto la protezione apostolica, con la conseguente esenzione da intromissioni ecclesiastiche e secolari. Non sembra vi sia relazione tra questo nuovo ordine e gli ordini cavallereschi sorti in occasione delle crociate: l'unico elemento espresso nella regola dei crociferi è costituito dall'identificazione tra il far parte della comunità e il ricevere la croce, un gesto che diventa simbolo della professione religiosa.

### I crociferi a Vicenza

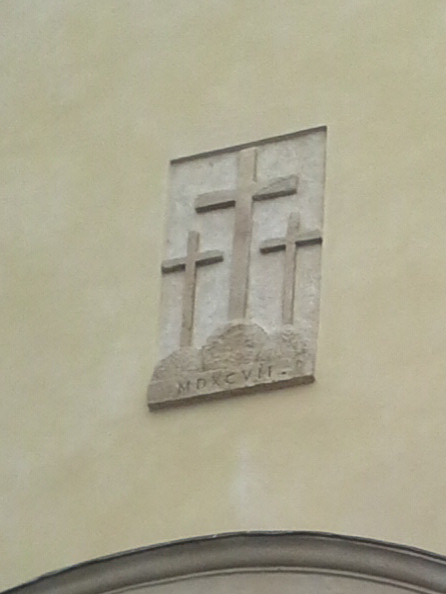
Simboli dei crociferi

Con una lettera del 28 giugno 1167, papa Alessandro III chiedeva ad Alberto vescovo di Vicenza di adoperarsi perché questi ospedalieri, insediatisi nei pressi della città - nel luogo in cui un paio di secoli più tardi sarebbe stata costruita una porta fortificata che, dal loro nome, si sarebbe chiamata Porta di Santa Croce - potessero costruire un proprio oratorio, su di un terreno da loro scelto ma rivendicato dalle monache di San Pietro. Il papa suggeriva al presule di prendere informazioni e comunque di fare in modo che gli ospedalieri ottenessero quanto richiesto, eventualmente avvalendosi dell'intervento anche del vescovo di Padova.
Dopo questo intervento i crociferi vicentini non solo poterono costruire il loro oratorio a fianco dell'ospedale, ma furono presto apprezzati e dal vescovo e dalla città per il loro impegno apostolico. Nel 1179 il vescovo di Vicenza Giovanni Cacciafronte investiva solennemente Melioranza, priore della chiesa di Santa Croce, della chiesa e beneficio di San Quirico di Valdagno, cum omni jure et omnibus pertinentiis, le cui rendite venivano destinate al mantenimento dell'ospedale, contro l'annuo censo di quattro libre di cera..
Il successore di Alessandro, papa Lucio III, in data 22 dicembre 1184, dietro loro richiesta, rinnovava al priore e ai crociferi di Vicenza tutte le immunità, i privilegi e le indulgenze già concesse. Appena un anno e mezzo dopo, il 4 maggio del 1186, papa Urbano III, rinnovava la protezione papale sulla casa di Porta Nova con tutti i suoi beni, aggiungendo che dalle terre messe a coltura o dalle biade degli animali nessuno potesse neppure presumere di esigere decime e, inoltre, che i crociferi potessero accogliere liberamente laici e chierici che chiedessero di condividere la loro esperienza.
Un intervento pubblico in loro favore (il più antico finora noto) viene stabilito negli statuti cittadini del 1264 con un sussidio di dieci libre per l'acquisto di letti, coperte e panni per gli infermi dell'ospedale, che probabilmente sanciva una prassi già in uso da tempo.
In carenza di adeguata documentazione non è possibile avanzare ipotesi sulle rendite certe da beni immobili su cui poteva contare l'ospedale. Una notizia certa del primo lascito ai crociferi si ha il 13 ottobre 1233 quando Bernardo da Breganze lasciò all'ospitale di Santa Croce dieci denari; il 14 dicembre 1253 un noto usuraio di Marostica, Zilio di Alberto Offredino, destinò cento soldi di denari veronesi alla chiesa di Santa Croce. Pare tuttavia che, fino alla fine del XIII secolo, l'ospedale di Santa Croce non navigasse in buone acque e la maggior parte delle entrate fosse costituita da lasciti ed elemosine. In data 14 maggio 1298 il priore fra' Montucio da San Severino invocava dal collegio notarile un particolare statuto, che obbligasse ogni notaio a consigliare legati in favore del suo ospedale nella rogazione dei testamenti. Lo stesso priore, in data 5 febbraio 1303, chiedeva al Capitolo della cattedrale nuove investiture feudali in aggiunta a quelle di cui già godeva, poiché l'ospedale faticava sempre più, pro recipiendis, alendis, colligendis ac substentandis abiectis infantibus, e provvedere al ricovero e al vitto di poveri, infermi e pellegrini.
Durante il XIV secolo, mentre Vicenza era soggetta alla signoria scaligera, la zona a occidente del Bacchiglione, compresa tra Porta Nova e l'ospedale di Santa Croce, si sviluppò e negli anni settanta fu cinta da un nuovo tratto di mura; a ridosso della chiesa fu costruita la possente Porta di Santa Croce. Questo non la protesse del tutto: nel 1408 il priore dei crociferi dovette far ricostruire l'oratorio di Santa Barbara, che era annesso alla chiesa ed era stato devastato dalle truppe mercenarie che vi erano alloggiate durante la guerra tra i padovani e Venezia.

### Età moderna

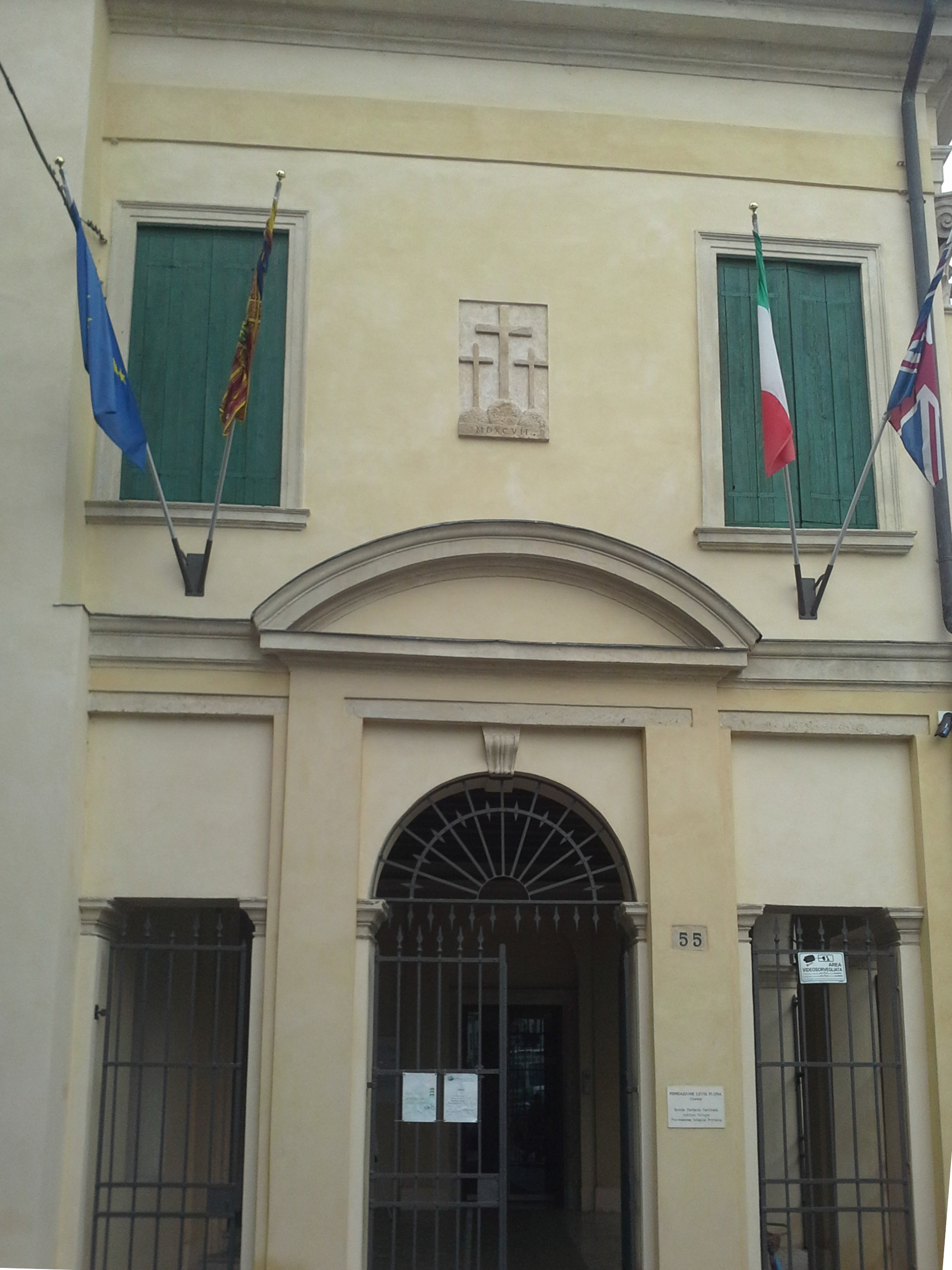
Prospetto laterale

Era comunque iniziato il periodo di decadenza della chiesa e dell'ospedale; il numero dei crociferi era sempre modesto e quasi tutti provenivano dalla casa madre di Bologna; per governare l'ospedale di Santa Croce ormai dovevano avvalersi anche di una confraternita di Battuti detta di Santa Barbara. A un certo punto papa Sisto IV li soppresse, anche se poi il provvedimento fu revocato.
Nella seconda metà del Cinquecento, quando si tentava di attuare anche a Vicenza la riforma tridentina, la visita apostolica del cardinale Agostino Valier registrava la presenza di dodici frati, di un buon reddito e di una chiesa in condizioni dignitose: "la chiesa è abbastanza comoda con un'unica navata, il soffitto a cassettoni, il coro sopra la porta della chiesa e sei altari non consacrati". Il convento dei crociferi viene ricordato anche nel Seicento dalla cronaca di Francesco Barbarano de' Mironi e dalla relazione pastorale del vescovo Marcantonio Bragadin.
I crociferi di Vicenza furono soppressi dal papa Alessandro VII nel 1656 per recuperarne i beni, venderli ad altri religiosi e destinarne il ricavato alle spese della guerra contro i turchi; poco dopo il convento divenne proprietà delle Dimesse, la compagnia di secolari fondata nel 1579 a Vicenza da Antonio Pagani, frate del locale convento dei minori osservanti di San Biagio, mentre la chiesa continuava a funzionare come parrocchia.
Anche per assolvere a questa funzione, la chiesa fu totalmente ristrutturata in forma barocca dall'architetto Francesco Muttoni - che vi aggiunse il presbiterio, l'avancorpo dell'atrio, il coro pensile e la sacrestia - e riconsacrata nel 1758 dal vescovo Antonio Marino Priuli. Dell'edificio originario non resta quasi nulla, se non il simbolo dei crociferi - tre piccole croci sul Calvario, scolpite su uno scudo che porta la data MDXCVII - inserito sul fianco sinistro dell'avancorpo.

### Età contemporanea

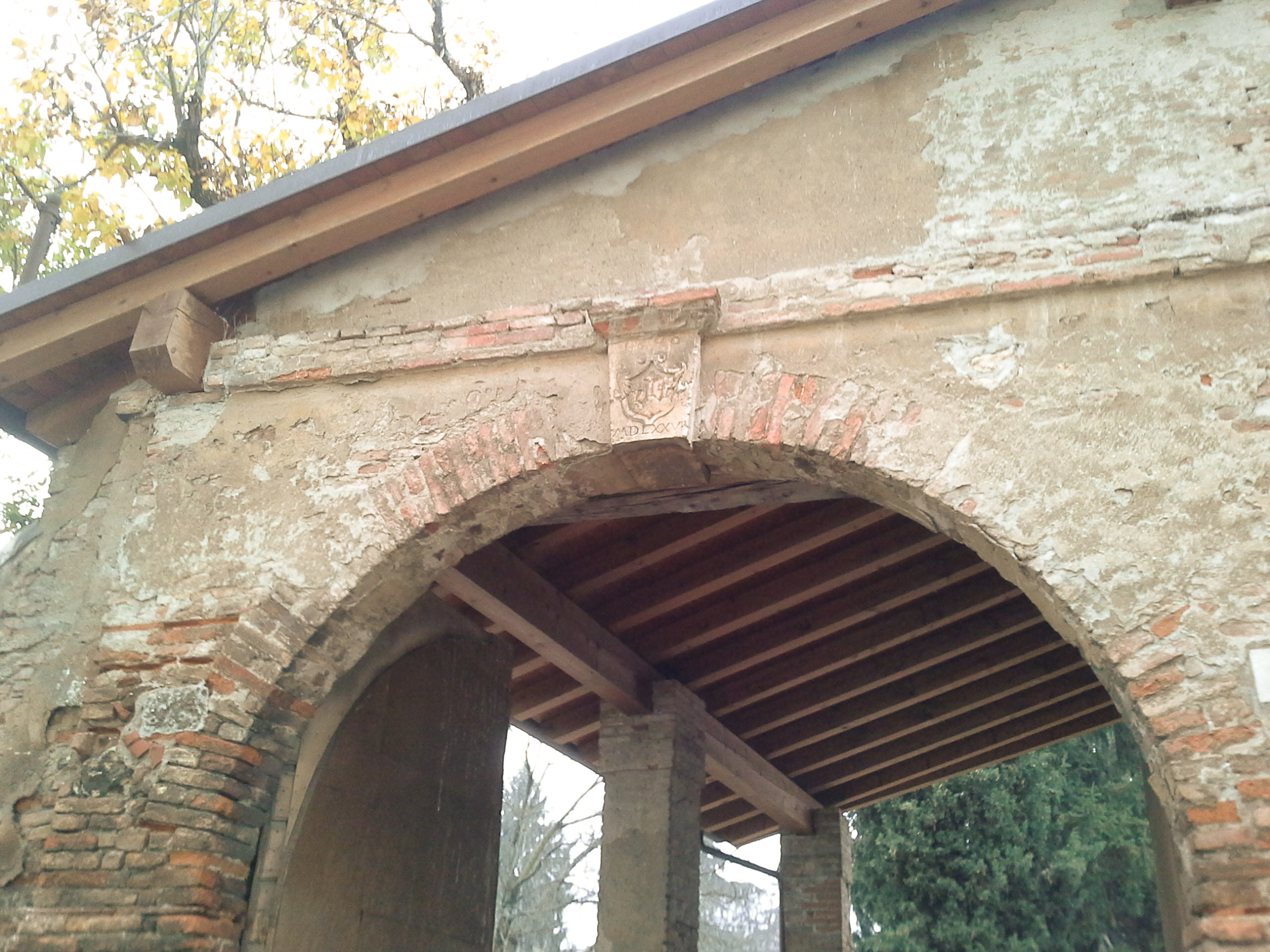
Stemma dei Crociferi sull'arco di ingresso dell'orto delle Canossiane (ora giardino della Fondazione Levis Plona)

Con la riforma dell'organizzazione ecclesiastica, voluta dai decreti napoleonici, la sede parrocchiale venne trasferita alla chiesa di San Giacomo Maggiore - che venne per questa ragione denominata chiesa di Santa Croce in San Giacomo - e nel 1810 le Dimesse dovettero lasciare il convento. Le requisizioni napoleoniche determinarono spoliazioni e la tavola raffigurante la "Madonna con il Bambino in trono tra i Santi Giobbe e Gottardo" del pittore rinascimentale Marcello Fogolino venne trasferita alla Pinacoteca di Brera.
Il corposo edificio, consistente in tre piani con 64 locali, fu dapprima acquistato nello stesso anno, insieme con un ampio scoperto contiguo, da Sabina Tornieri in Arrigoni, poi nel 1844 dalla signora Teresa Levis per trasferirvi un collegio per ragazze povere, che aveva istituito insieme con il fratello Andrea nel 1809 e che già gestiva nell'ex convento delle Dimesse di Porta Nova.
In seguito il collegio è divenuto scuola d'infanzia e scuola primaria paritaria - nelle quali fino al 1987 prestarono servizio le suore Figlie della Carità, dette anche Canossiane ora sostituite da personale laico - gestito dalla Fondazione Levis Plona, che al nome dei Levis aggiunse anche quello del filantropo vicentino Girolamo Plona (1777-1841), in ragione del lascito testamentario in favore dell'istituzione.
La chiesa nel 2007 è stata data in gestione dalla diocesi di Vicenza alla comunità ortodossa moldava di San Nicola, presente in città dal 2005.

## Descrizione
Dell'antica chiesa dei Crociferi quasi nulla resta, dopo la ristrutturazione barocca datale dal Muttoni. Essa è di mediocri proporzioni, a un'unica navata con coretto pensile e soffitto affrescato: ha quattro altari laterali, oltre l'altare maggiore sul quale vi è una buona tela di Alessandro Maganza; altri due pregevole dipinti, uno di Jacopo da Ponte e l'altro della scuola di Paolo Veronese  sono stati ceduti al Museo civico. Il secondo altare a sinistra che si apre a cappella era decorato sul soffitto con un affresco di Francesco Aviani e aveva sei bellissima statue di Orazio Marinali: l'affresco è però scomparso nella distruzione della cappella, in seguito bombardamento aereo durante l'ultima guerra, che danneggiò gravemente anche quattro delle statue.